# Факултет ликовних уметности Универзитета уметности у Београду
Факултет ликовних уметности Универзитета уметности у Београду је назив који од 1973. године носи Академија ликовних уметности у Београду (АЛУ), основана 1937. године. Оснивање и данашњи рад факултета продужава уметничко школство у Србији, које је институцијализовано почело организованије да делује у другој половини 19. века. Од самог почетка, организација наставе одвијала се на три одсека: сликарском, графичком и вајарском. Данас, поред ова три, постоји и теоријски одсек.
Настава се одвија у пет зграда Факултета. Студенти на располагању имају излагачке просторе у 2 галерије: Галерији Факултета и Галерији "Излози", као и библиотеку. У оквиру Факултета ради и Центар за графику и визуелна истраживања и недавно основана Ливница. Деканат факултета се налази у Рајићевој улици, број 10.

## Историјат
Оснивачи и први професори АЛУ - Петар Добровић, Мило Милуновић и Тома Росандић су били школовани у иностранству (Париз, Беч, Фиренца, Минхен, Будимпешта) и својим искуствима утемељили су Београдску академију по узору на светске школе тог типа, преузимањем неких техничких и организационих искустава, пре свега у атељерском систему наставе.
Први дипломирани студенти Академије 1949. године примљени су за асистенте. Од шездесетих година је програм факултета обогаћиван увођењем предмета и наставе везане за нове уметничке правце запошљавањем представника апстрактне уметности која је у то време била у процвату у Београду. И у следећим деценијама је програм обогаћиван продужавањем овакве праксе, када су за сараднике у наставничком колективу примани представници нове фигурације, затим новог експресионизма, а деведесетих година и нове београдске скулптуре.
Након деведесетих година, просторни капацитети Факултета су проширени. Сликарски одсек се преселио у нову зграду, а адаптиран је и Вајарски одсек. Развој факултета побољшао је програмске и организационе услове за едукацију студената уметника у 21. веку.
Школске 2006/7. године уведена је Болоњска декларација на Факултет, поново је успостављена међународна сарадња у погледу интернационалне изложби, радионица и колонија, као и размени професора и студената.

## Универзитет уметности
Уметничка академија у Београду је основана 1947. године, објединивши 4 уметничких високошколских установа које су до тада функционисале независно:
- Музичка академија (основана 1937. године)
- Уметничка академија (1937. године)
- Академија за примењене уметности (основана после Другог светског рата)
- Академију за позоришну уметност (основану после Другог светског рата)

Године 1973. Уметничка академија је променила назив у Универзитет уметности и тиме постала други самостални београдски универзитет, а академије које су је чиниле су промениле називе, редом у:
- Факултет музичке уметности
- Факултет ликовних уметности у Београду
- Факултет примењених уметности
- Факултет драмских уметности[3]

По подацима из 2009. године, данас на Универзитету уметности студира око 1.800 студената и 240 постдипломаца.

## Студијски програми
Настава на Факултету ликовних уметности у Београду је организована у четири програма основних академских (у трајању од 3 године), дипломских академских - мастер (2 године), докторских академских (3 године) и специјалистичких академских студија (2 године):
- сликарски одсек
- вајарски одсек
- графички одсек
- теоријски одсек

## Угледни уметници бивши студенти
Од оснивања до данас, у наставним процесима учествовало је преко 120 најугледнијих уметника са ових простора, од којих су 15 постали чланови Српске академије наука и уметности (Тома Росандић, Љуба Ивановић, Мило Милуновић, Сретен Стојановић, Зора Петровић, Петар Лубарда, Иван Табаковић, Марко Челебоновић, Недељко Гвозденовић, Љубица Сокић, Ђорђе Андрејевић Кун, Стојан Ћелић, Младен Србиновић, Радомир Рељић и Никола Јанковић).
У свету признати савремени уметници:
Марина Абрамовић, Милован Де Стил Марковић